# Alfons Groenendijk
Alfons Groenendijk (Leida, 17 maggio 1964) è un allenatore di calcio ed ex calciatore olandese, di ruolo centrocampista, tecnico dello Jong PSV.

## Caratteristiche tecniche
Era un mediano.

## Carriera

### Giocatore

#### Inizi: UVS, ADO Den Haag
Cresciuto nelle file dell'UVS, nel 1982 è passato all'ADO Den Haag, club della seconda divisione olandese. Nella stagione 1985-1986 ha vinto il campionato con l'ADO Den Haag, che ha ottenuto la promozione in Eredivisie. Ha debuttato nella massima serie olandese il 20 agosto 1986, nell'incontro ADO Den Haag-Go Ahead Eagles (0-1). Ha militato nel club gialloverde per cinque stagioni, totalizzando 24 reti in 129 incontri disputati.

#### Roda JC
Nel 1987 si è trasferito al Roda JC. Il debutto con la nuova maglia è avvenuto il 12 agosto 1987, nell'incontro di campionato Ajax-Roda JC (1-0). Nella stagione successiva il club giallonero si è qualificato per la Coppa delle Coppe UEFA e Groenendijk ha debuttato nella competizione il 7 settembre 1988, nell'incontro Roda JC-Vitoria Guimaraes (2-0), gara valida per l'andata dei sedicesimi di finale. Il 2 ottobre 1990 ha debuttato in Coppa UEFA, disputando da titolare l'incontro Monaco-Roda JC (3-1), gara valida per il ritorno dei trentaduesimi di finale della competizione. Ha militato nelle file del Roda JC per quattro stagioni, totalizzando 123 presenze e 31 reti.

#### Ajax e Manchester City
Nel 1991 si è trasferito all'Ajax. Il debutto con i lancieri è avvenuto il 21 agosto 1991, nell'incontro di campionato Ajax-Volendam (3-0). Ha messo a segno la sua prima rete con la maglia dei Godenzonen il 26 aprile 1992, nell'incontro di campionato Ajax-VVV-Venlo (3-1), siglando la rete del momentaneo 2-0 al minuto 53. Ha militato nelle file dei lancieri per due stagioni, vincendo una Coppa UEFA e una KNVB beker e totalizzando 27 presenze e una rete.
Nel 1993 è passato al Manchester City, club inglese militante in Premier League. Ha debuttato con i Citizens il 17 agosto 1987, nell'incontro di campionato Everton-Manchester City (1-0), incontro in cui è stato sostituito da Peter Reid al minuto 66. Ha totalizzato, in una stagione disputata con i Citizens, 9 presenze in campionato, due in FA Cup e una in Football League.

#### Ultimi anni: Sparta Rotterdam e Utrecht
Nel 1994 è tornato in patria, firmando un contratto con lo Sparta Rotterdam. Il debutto con la nuova maglia è avvenuto il 31 agosto 1994, nell'incontro di campionato Sparta Rotterdam-Feyenoord Rotterdam (0-1). Ha messo a segno la sua prima rete con la maglia dei Kasteelheren il 9 aprile 1995, nell'incontro di campionato Sparta Rotterdam-Go Ahead Eagles (1-2), siglando la rete del momentaneo 1-1 al minuto 55. Ha militato nel club biancorosso per quattro stagioni, totalizzando 110 presenze e 11 reti.
Nel 1998 è passato all'Utrecht. Ha debuttato con la nuova maglia il 23 agosto 1998, nell'incontro di campionato NAC Breda-Utrecht (2-4), gara in cui ha messo a segno la rete del momentaneo 1-3 al minuto 69. Ha militato nel club biancorosso per tre stagioni, totalizzando 58 presenze e 8 reti.

### Allenatore
Ha iniziato la propria carriera da allenatore nel 2001, al Katwijk. Il 23 luglio 2003 è diventato vice del tecnico Mike Snoei allo Sparta Rotterdam. Ha mantenuto l'incarico fino al termine della stagione successiva. Nella stagione 2005-2006 è stato vice di John van den Brom allo Jong Ajax. Il 21 maggio 2006 l'Ajax ne ha annunciato l'ingaggio come vice del tecnico Henk ten Cate. Il 14 giugno 2008 è diventato vice dell'allenatore Andries Jonker al Willem II. Il 17 febbraio 2009, in seguito alle dimissioni di Jonker, ha assunto la guida tecnica del club. Il 19 febbraio 2010 è stato esonerato. L'11 giugno 2010 viene nominato allenatore del Den Bosch, con cui ha firmato un contratto annuale. Il 13 aprile 2011 il contratto viene prolungato per un'ulteriore stagione. Ha mantenuto l'incarico fino al termine della stagione 2011-2012, al termine della quale è stato sostituito da Jan Poortvliet. Il 22 ottobre 2012 è diventato tecnico dell'Under-19 dell'Ajax, succedendo a Fred Grim. Il 24 marzo 2013 viene annunciato come nuovo tecnico dello Jong Ajax per la stagione successiva, succedendo a Gery Vink. Il 6 marzo 2014 ha annunciato la propria intenzione di non rinnovare il contratto in scadenza con il club amsterdamese. Il 5 settembre 2014 è diventato direttore tecnico e vice-allenatore dell'Universitatea Cluj, club rumeno. Il 2 marzo 2015 è stato sollevato dall'incarico. Il 4 giugno 2015 è diventato allenatore dell'Excelsior Rotterdam, con cui ha firmato un contratto biennale. Il 12 maggio 2016 ha rescisso consensualmente il proprio contratto. L'8 febbraio 2017 ha firmato un contratto con l'ADO Den Haag, succedendo all'esonerato Željko Petrović. Il 2 dicembre 2019 si è dimesso. Nel luglio 2020 è diventato vice di Mark Wotte all'Al-Wahda. Il successivo 10 settembre viene esonerato. Il 13 ottobre 2021 è diventato vice dell'allenatore Nuri Şahin all'Antalyaspor.

## Statistiche

### Presenze e reti nei club
| Stagione                | Squadra                 | Campionato              | Campionato | Campionato | Coppe nazionali | Coppe nazionali | Coppe nazionali | Coppe continentali | Coppe continentali | Coppe continentali | Altre coppe | Altre coppe | Altre coppe | Totale | Totale |
| Stagione                | Squadra                 | Comp                    | Pres       | Reti       | Comp            | Pres            | Reti            | Comp               | Pres               | Reti               | Comp        | Pres        | Reti        | Pres   | Reti   |
| ----------------------- | ----------------------- | ----------------------- | ---------- | ---------- | --------------- | --------------- | --------------- | ------------------ | ------------------ | ------------------ | ----------- | ----------- | ----------- | ------ | ------ |
| 1982-1983               | ADO Den Haag            | ED                      | 12         | 0          | KNVB            | 2               | 0               | -                  | -                  | -                  | -           | -           | -           | 14     | 0      |
| 1983-1984               | ADO Den Haag            | ED                      | 23         | 0          | KNVB            | 1               | 0               | -                  | -                  | -                  | -           | -           | -           | 24     | 0      |
| 1984-1985               | ADO Den Haag            | ED                      | 21         | 4          | KNVB            | 1               | 0               | -                  | -                  | -                  | -           | -           | -           | 22     | 4      |
| 1985-1986               | ADO Den Haag            | ED                      | 35         | 10         | KNVB            | 3               | 2               | -                  | -                  | -                  | -           | -           | -           | 37     | 12     |
| 1986-1987               | ADO Den Haag            | E                       | 28         | 8          | KNVB            | 3               | 0               | -                  | -                  | -                  | -           | -           | -           | 31     | 8      |
| Totale ADO Den Haag     | Totale ADO Den Haag     | Totale ADO Den Haag     | 119        | 22         |                 | 10              | 2               |                    | -                  | -                  |             | -           | -           | 129    | 24     |
| 1987-1988               | Roda JC                 | E                       | 32         | 8          | KNVB            | 4               | 0               | -                  | -                  | -                  | -           | -           | -           | 36     | 8      |
| 1988-1989               | Roda JC                 | E                       | 21         | 6          | KNVB            | 4               | 0               | CDC                | 3                  | 0                  | -           | -           | -           | 28     | 6      |
| 1989-1990               | Roda JC                 | E                       | 31         | 6          | KNVB            | 2               | 0               | -                  | -                  | -                  | -           | -           | -           | 33     | 6      |
| 1990-1991               | Roda JC                 | E                       | 23         | 1          | KNVB            | 2               | 0               | UEFA               | 1                  | 0                  | -           | -           | -           | 26     | 1      |
| Totale Roda JC          | Totale Roda JC          | Totale Roda JC          | 107        | 21         |                 | 12              | 0               |                    | 4                  | 0                  |             | -           | -           | 123    | 21     |
| 1991-1992               | Ajax                    | E                       | 20         | 1          | KNVB            | 1               | 0               | UEFA               | 3                  | 0                  | -           | -           | -           | 24     | 1      |
| 1992-1993               | Ajax                    | E                       | 2          | 0          | KNVB            | 1               | 0               | UEFA               | 0                  | 0                  | -           | -           | -           | 3      | 0      |
| Totale Ajax             | Totale Ajax             | Totale Ajax             | 22         | 1          |                 | 2               | 0               |                    | 3                  | 0                  |             | -           | -           | 27     | 1      |
| 1993-1994               | Manchester City         | PL                      | 9          | 0          | FA+FLC          | 2+1             | 0+0             | -                  | -                  | -                  | -           | -           | -           | 12     | 0      |
| 1994-1995               | Sparta Rotterdam        | E                       | 28         | 1          | KNVB            | 1               | 0               | -                  | -                  | -                  | -           | -           | -           | 29     | 1      |
| 1995-1996               | Sparta Rotterdam        | E                       | 32         | 5          | KNVB            | 4               | 0               | -                  | -                  | -                  | -           | -           | -           | 36     | 5      |
| 1996-1997               | Sparta Rotterdam        | E                       | 25         | 3          | KNVB            | 0               | 0               | -                  | -                  | -                  | -           | -           | -           | 25     | 3      |
| 1997-1998               | Sparta Rotterdam        | E                       | 20         | 2          | KNVB            | 0               | 0               | -                  | -                  | -                  | -           | -           | -           | 20     | 2      |
| Totale Sparta Rotterdam | Totale Sparta Rotterdam | Totale Sparta Rotterdam | 105        | 11         |                 | 5               | 0               |                    | -                  | -                  |             | -           | -           | 110    | 11     |
| 1998-1999               | Utrecht                 | E                       | 16         | 2          | KNVB            | 2               | 0               | -                  | -                  | -                  | -           | -           | -           | 18     | 2      |
| 1999-2000               | Utrecht                 | E                       | 22         | 5          | KNVB            | 4               | 1               | -                  | -                  | -                  | -           | -           | -           | 27     | 6      |
| 2000-2001               | Utrecht                 | E                       | 13         | 0          | KNVB            | 0               | 0               | -                  | -                  | -                  | -           | -           | -           | 13     | 0      |
| Totale Utrecht          | Totale Utrecht          | Totale Utrecht          | 51         | 7          |                 | 6               | 1               |                    | -                  | -                  |             | -           | -           | 58     | 8      |
| Totale carriera         | Totale carriera         | Totale carriera         | 413        | 62         |                 | 38              | 3               |                    | 7                  | 0                  |             | -           | -           | 458    | 65     |

## Palmarès

### Giocatore

#### Competizioni nazionali
- Eerste Divisie: 1

ADO Den Haag: 1985-1986
- Coppa dei Paesi Bassi: 1

Ajax: 1992-1993

#### Competizioni internazionali
- Coppa UEFA: 1

Ajax: 1991-1992